# Piesarthrius muelleri
Piesarthrius muelleri là một loài bọ cánh cứng trong họ Cerambycidae.